# Tanystylum neorhetum
Tanystylum neorhetum là một loài nhện biển trong họ Ammotheidae. Loài này thuộc chi Tanystylum. Tanystylum neorhetum được miêu tả khoa học năm 1940 bởi Marcus.